# Tombeau
Een tombeau (Frans voor grafmonument) is een instrumentaal stuk dat een hommage is aan een overledene, vaak een componist.

## Voorbeelden
- Le tombeau de Couperin door Maurice Ravel
- Le tombeau de Beethoven door Jukka Tiensuu
- Tombeau de Debussy